# Cusset
Cusset è un comune francese di 13 628 abitanti situato nel dipartimento dell'Allier della regione dell'Alvernia-Rodano-Alpi.

## Società

### Evoluzione demografica
Abitanti censiti

## Amministrazione

### Gemellaggi
- Neusäß, Germania
- Aiud, Romania